# Paweł Zyzak

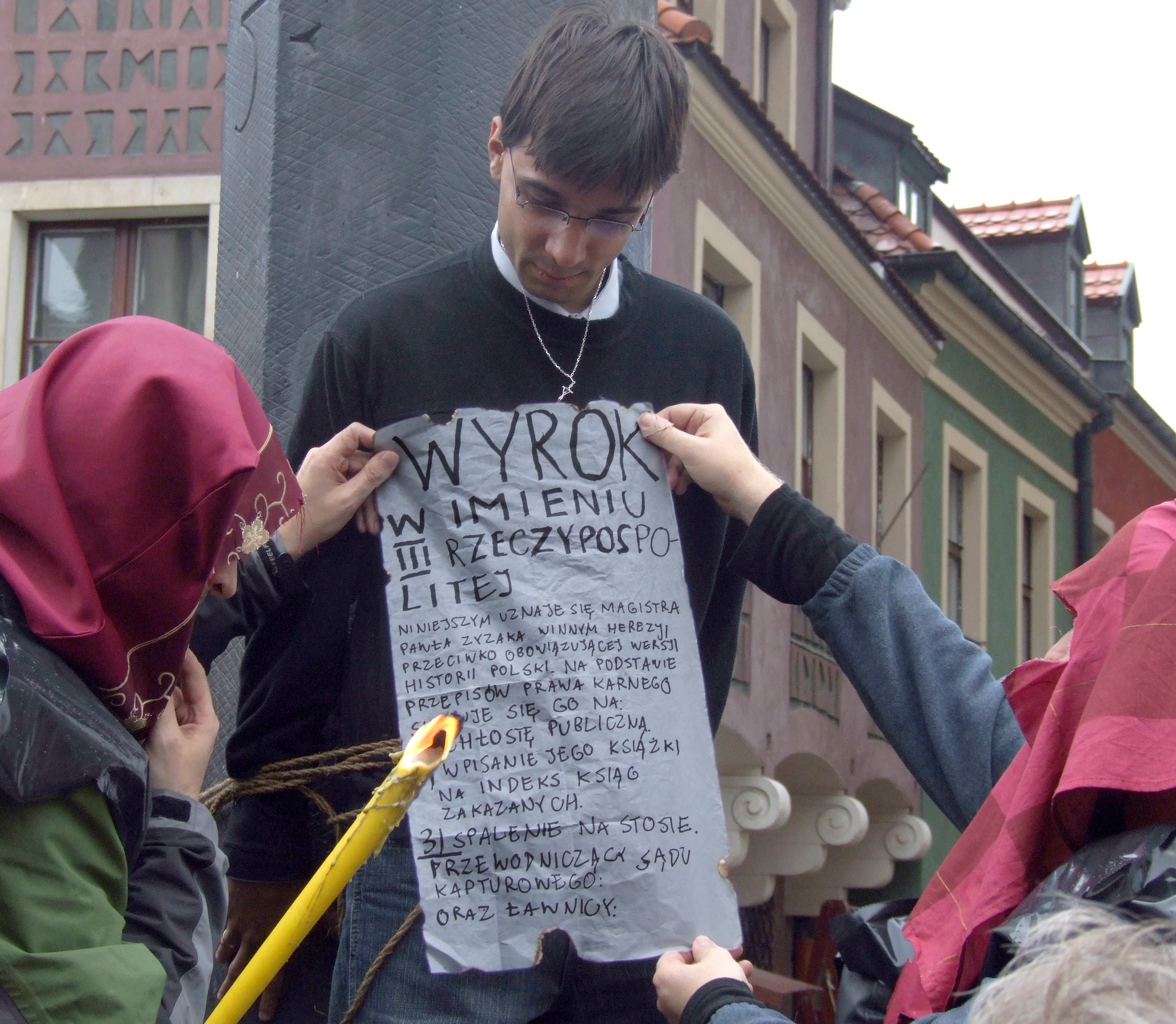
Paweł Zyzak jako bohater happeningu (2009)

Paweł Zyzak (ur. 1984 w Żywcu) – polski historyk, amerykanista, publicysta, przedsiębiorca, autor m.in. biografii Lech Wałęsa – idea i historia (2009), konsul generalny RP w Chicago (2022–2024).

## Życiorys
Absolwent Zespołu Szkół Elektrycznych, Elektronicznych i Mechanicznych im. J. Śniadeckiego w Bielsku-Białej (technik elektronik). W technikum był zaangażowany w duszpasterstwo młodzieży, gdzie opiekę sprawował nad nim polityk prawicy i były działacz „Solidarności” Henryk Urban. Ukończył studia historyczne (specjalizacje archiwistyczna i nauczycielska) na Uniwersytecie Jagiellońskim w 2008, broniąc pracy magisterskiej przygotowanej pod kierunkiem Andrzeja Nowaka. Absolwent IESE Business School.
W 2010 odbył czteromiesięczny staż naukowy w Institute of World Politics w Waszyngtonie z rekomendacji historyka Marka Jana Chodakiewicza dzięki stypendium od amerykańskiej Polonii. W latach 2013–2014 studiował na Uniwersytecie Wiedeńskim. Stypendysta Albert Shanker Institute w Waszyngtonie, Institute for Democracy in Eastern Europe i Polish & Slavic Federal Credit Union. Uczestnik Harvard Project on Cold War Studies na Uniwersytecie Harvarda. W 2015 ukończył studia doktoranckie na Uniwersytecie im. Adama Mickiewicza w Poznaniu, rok później zaś obronił tamże napisaną pod kierunkiem Tomasza Schramma pracę doktorską „Dzieje współpracy amerykańskich i polskich związkowców, 1918–1989”.
Od października 2008 do kwietnia 2009 był zatrudniony w Oddziale Instytutu Pamięci Narodowej w Krakowie jako archiwista. Po nieprzedłużeniu mu pracy w IPN, bez powodzenia starał się o pracę nauczyciela historii w Bielsku-Białej. Ostatecznie znalazł pracę w supermarkecie w Bielsku-Białej, gdzie przepracował pięć miesięcy jako magazynier.
Jako uczeń technikum działał w Lidze Republikańskiej, a następnie w bielskim kole FM PiS, którego był przewodniczącym. W wyborach samorządowych w 2006 bez powodzenia kandydował do rady miejskiej Bielska-Białej z trzeciego miejsca na liście PiS, uzyskując 389 głosów (3,74%). Po tym wystąpił z partii.
W publicystyce zadebiutował w 2003 artykułem Czy diabeł jeździ na Woodstock?, w którym wyraził krytykę Przystanku Woodstock, jego uczestników i organizatora. Publikował w pismach „Zakaz Skrętu w Lewo” (którego był założycielem) i w samodzielnie wydawanym periodyku „W prawo zwrot!”, a w latach 2003–2006 był redaktorem powiązanego z PiS pisma „Zapis Śląski”. W innej publikacji nazwał homoseksualistów „pedałami”, porównał ich do zwierząt i stwierdził, że są wysłannikami diabła. Jako działacz PiS zorganizował projekcję filmu Plusy dodatnie, plusy ujemne (2005) Grzegorza Brauna z udziałem reżysera.
Rozgłos Pawłowi Zyzakowi przyniosła oparta na jego pracy magisterskiej licząca 626 stron książka na temat Lecha Wałęsy Lech Wałęsa – idea i historia, wydana w marcu 2009 przez wydawnictwo Arcana. Za książkę tę otrzymał w 2010 Nagrodę Literacką im. Józefa Mackiewicza. W tym samym roku został również laureatem Nagrody im. Jacka Maziarskiego.
Publikował artykuły na stronie Niezalezna.pl. Publikuje w dwumiesięczniku „Arcana”, „Gazecie Polskiej”, „Niezależnej Gazecie Polskiej”, „Nowym Państwie” i „Niezależna Gazeta Polska – Nowe Państwo”.
W 2013, w 35. rocznicę wypadku, ukazała się jego monografia pt. Tajemnica Wilczego Jaru poświęcona katastrofie autobusów pod Żywcem z 15 listopada 1978.
Współzałożyciel i od 2014 prezes zarządu Spółdzielni Socjalnej „Strzelec”.
W latach 2013–2015 uczestniczył w projekcie Ośrodek Wsparcia Ekonomii Społecznej (OWES) Subregionu Południowego (Priorytet VII – Promocja Integracji Społecznej, Działanie 7.2 – Przeciwdziałanie wykluczeniu i wzmocnieniu sektora Ekonomii Społecznej). Projekt oferował szkolenia i doradztwo m.in. w zakresie podejmowania i prowadzenia działalności w ramach spółdzielni socjalnej, marketingu i technik sprzedaży.
Od czerwca 2012 do sierpnia 2022 był prezesem Stowarzyszenia Ruch Republikański. Od kwietnia 2017 do grudnia 2018 był wiceprezesem założonego przez Agencję Rozwoju Przemysłu w 1995 Centrum Innowacji FIRE (od kwietnia 2019 Forum Innowacyjne Rozwoju Gospodarczego, od września 2022 w likwidacji). Członek Rady Programowej Stowarzyszenia Twórców dla Rzeczypospolitej, kierowanego przez Zdzisława Krasnodębskiego, które powstało w 2010 z inicjatywy Marka Nowakowskiego, Jerzego Zalewskiego i Roberta Kaczmarka.
Stały korespondent Radia Chicago z Polski i ekspert radia ds. amerykańskich. Stały felietonista „Kuriera Chicago” oraz kanadyjskiego „Gońca”. Redaktor naczelny portalu Historia i Dyplomacja.
W 2017 uczestniczył w programie Transatlantic Fellowship w Waszyngtonie organizowanym przez redakcję „World Affairs”, ukończył również The Transatlantic Fellows Project.
W grudniu 2018 zaczął pracę jako członek Zespołu Organizacyjnego Centrum Analiz Strategicznych, po czym został powołany na stanowisko zastępcy dyrektora Departamentu Studiów Strategicznych w Kancelarii Prezesa Rady Ministrów w rządzie Mateusza Morawieckiego.
6 września 2022 objął stanowisko konsula generalnego RP w Chicago. Od 2023 piastował funkcję naczelnego dziekana Korpusu Konsularnego w Chicago. Misję w Chicago zakończył w czerwcu 2024.

## Publikacje
- Lech Wałęsa – idea i historia (Arcana, Warszawa 2009) ISBN 978-83-609-40-72-3.
- Gorszy niż faszysta (Zysk i S-ka, Poznań 2011) ISBN 978-83-7506-916-7.
- Tajemnica Wilczego Jaru. Największa drogowa katastrofa PRL w świetle dokumentów i relacji (Zysk i S-ka, Poznań 2013) ISBN 978-83-7785-200-2.
- Efekt domina. Czy Ameryka obaliła komunizm w Polsce? (2 tomy, Wydawnictwo Fronda, Warszawa 2016) ISBN 978-83-8079-104-6.
- Instytut Pamięci Narodowej. Stworzyć polskie Jad Waszem (Instytut Suwerennej, Białystok 2021).
- Amerykański sen, gwałtowne przebudzenie. Ameryka 2014–2021. Era wojen hybrydowych, pandemii i Trumpa (Wydawnictwo Fronda, Warszawa 2022)
- Rządowy ośrodek analityczno-strategiczny ds. międzynarodowych. Centrum układu nerwowego nowoczesnego państwa (Instytut Suwerennej, Białystok 2022).